# Нікорник біловусий
Ніко́рник біловусий (Apalis jacksoni) — вид горобцеподібних птахів родини тамікових (Cisticolidae). Мешкає в Центральній Африці та в регіоні Африканських Великих озер.

## Підвиди
Виділяють три підвиди:
- A. j. bambuluensis Serle, 1949 — Південно-Східна Нігерія, Південно-Західний Камерун;
- A. j. minor Ogilvie-Grant, 1917 — від Південного Камеруну до південного заходу ЦАР, півночі ДР Конго і Габону;
- A. j. jacksoni Sharpe, 1891 — від Південного Судану до Північної Танзанії, сходу ДР Конго і півночі Анголи.

## Поширення і екологія
Біловусі нікорники живуть у гірських тропічних лісах на висоті від 1000 до 2500 м над рівнем моря.